# Ingalill Rossvald
Ingalill Rossvald, folkbokförd Ingalill Ros-Mari Brandelius, ogift Rosvaldson, född 7 april 1920 i Bergen, Norge, död 27 oktober 1988 i Norrköpings Hedvigs församling i Östergötlands län, var en svensk sångerska, musiker (dragspelare), kompositör och skådespelerska. 
Ingalill Rossvald föddes i Bergen, Norge, av svenska föräldrar. Fadern Rossvald Svensson (1899–1971) och modern Ingeborg, ogift Eklund (1899–1953), tog senare namnet Riminge. Medan Ingalill Rossvald ännu var liten kom familjen till Örebro. 
Hon var 1944–1966 gift med artisten Harry Brandelius (1910–1994), med vilken hon spelade in många skivor, bland andra en svensk version av San Antonio Rose år 1952. De turnerade tillsammans under många år. Hon hade fyra barn: Christer (1940–2003), Harriet (1944–2001), Catharina (född 1949) och Peter (född 1956). De tre äldsta barnen medverkade på flera skivproduktioner.

## Filmografi (urval)
- 1941 – Soliga Solberg

## Teater

### Roller
| År   | Roll        | Produktion                                            | Regi            | Teater                      |
| ---- | ----------- | ----------------------------------------------------- | --------------- | --------------------------- |
| 1941 | Medverkande | Luddes melodi, revy Ch. Henry och Einar Molin         | Gideon Wahlberg | Odeonteatern, Stockholm     |
| 1941 |             | Söders tyrolare Gideon Wahlberg                       | Gideon Wahlberg | Tantolundens friluftsteater |
| 1941 | Medverkande | Luddes underbara resa, revy Ch. Henry och Einar Molin | Gideon Wahlberg | Odeonteatern, Stockholm     |
| 1942 | Medverkande | Grand Hôtel Ludde, revy Ch. Henry och Einar Molin     | Sigge Fischer   | Odeonteatern, Stockholm     |